# 오스콜키섬

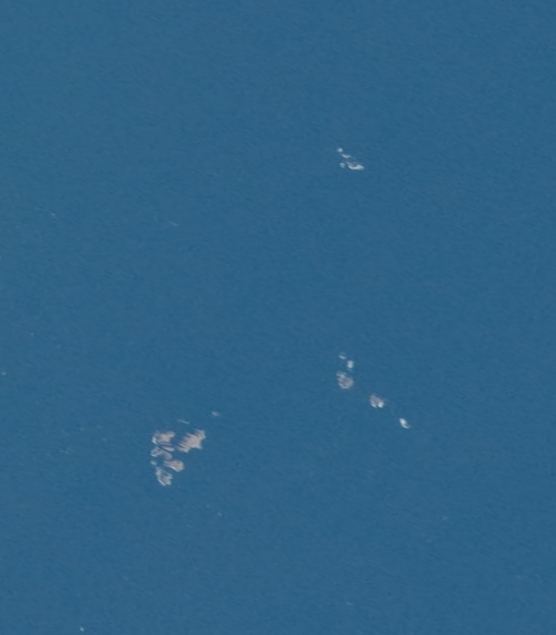

오스콜키섬(러시아어: Осколки) 또는 도도섬(일본어: 海馬島, とどじま)은 하보마이 군도의 섬으로 홋카이도 동부에 있다. 러시아가 실효지배하고 있으며, 일본은 홋카이도 네무로시에 속한다고 영유권을 주장하고 있다.

## 같이 보기
- 오호츠크해
- 네무로 지청
- 네무로시
- 하보마이 군도